# Pablo Montero Sánchez
Pablo Montero Sánchez (Madrid, 9 de mayo de 2002) es un futbolista español que juega en la demarcación de centrocampista en el Rayo Vallecano "B" de la Segunda Federación.

## Biografía
Tras formarse como futbolista en las filas inferiores del Getafe CF, finalmente debutó con el segundo equipo el 2 de mayo de 2021 contra la UD Melilla, encuentro que finalizó con empate a uno. El 30 de noviembre de 2021 debutó con el primer equipo en Copa del Rey contra el CF Joventut Mollerussa.
Tras finalizar su contrato con el club, se quedó sin equipo, hasta que finalmente en el mercado veraniego de 2022 fichó por el CF Fuenlabrada Promesas Madrid 2021.

## Clubes
Actualizado al último partido disputado el 22 de junio de 2025.
| Club                 | País   | Año       | Partidos | Goles |
| -------------------- | ------ | --------- | -------- | ----- |
| Getafe CF "B"        | España | 2021-2022 | 30       | 5     |
| Getafe CF            | España | 2021-2022 | 2        | 0     |
| Fuenlabrada Promesas | España | 2022-2023 | 27       | 3     |
| CU Collado Villalba  | España | 2023-2024 | 27       | 4     |
| CD Colonia Moscardó  | España | 2024-2025 | 6        | 0     |
| Rayo Vallecano "B"   | España | 2025-     | 13       | 0     |